# Corophium acutum
Corophium acutum är en kräftdjursart som beskrevs av Édouard Chevreux 1908. Corophium acutum ingår i släktet Corophium och familjen Corophiidae. Inga underarter finns listade i Catalogue of Life.